# Корте-де-Фраті
Корте-де-Фраті (італ. Corte de' Frati) — муніципалітет в Італії, у регіоні Ломбардія,  провінція Кремона.
Корте-де-Фраті розташоване на відстані близько 420 км на північний захід від Рима, 80 км на схід від Мілана, 11 км на північний схід від Кремони.
Населення — 1412 осіб (2014).

## Демографія
Населення за роками:

Станом на 1 січня 2023 року в муніципалітеті офіційно проживало 116 іноземців з 15 країн, серед них 44 громадяни країн Євросоюзу та 5 громадян України.

## Сусідні муніципалітети
- Альфьянелло
- Гронтардо
- Персіко-Дозімо
- Понтевіко
- Поццальйо-ед-Уніті
- Робекко-д'Ольйо
- Скандолара-Рипа-д'Ольйо